# Journal Citation Reports

Journal Citation Reports (JCR) — ежегодная публикация компании Clarivate Analytics (ранее интеллектуальная собственность и бизнес компании Томсон Рейтер). Публикация интегрирована в поисковую платформу Web of Science и доступна в Web of Science Core Collections. Отчёт предоставляет информацию о научных журналах в областях природоведения и общественных наук, в том числе их импакт-фактор. Изначально JCR являлась частью Science Citation Index. В настоящий момент JCR, являясь самостоятельной услугой, базируется на цитатах, составленных из Science Citation Index Expanded и Social Science Citation Index.

## Основная информация о журнале
Информация о каждом журнале включает в себя:
- основную библиографическую информацию издателя, аббревиатуру названия, язык, ISSN
- категории тем (существует 171 категория в науках и 54 в общественных науках)

## Информация о цитировании
- Основная информация о цитировании:
  - количество статей, опубликованных за рассматриваемый год,
  - число ссылок на статьи в журнале в более поздних статьях данного и других журналов,
- детализированные таблицы, показывающие:
  - число ссылок на статьи в журнале в более поздних статьях данного и других журналов,
  - число цитат в статьях журнала за рассматриваемый год на статьи этого и других журналов за каждый из предыдущих последних 10 лет (приведён список 20 самых цитируемых журналов),
  - количество ссылок из других журналов на статьи рассматриваемого журнала, опубликованные в каждый из 10 последних лет (приведён список 20 самых цитировавших журналов),
- Несколько метрик, основанных на данных об этом журнале, таких как импакт-фактор, индекс оперативности и т.д.

Выпускаются отдельные издания для науки и общественных наук. Научный выпуск 2013 года содержит информацию о 8411 журналах, общественнонаучный выпуск 2012 года содержит данные 3016 журналов. Публикация о журналах за конкретный год выходит в следующем году, после того как все цитаты были опубликованы и обработаны.
Документы доступны онлайн (JCR on the Web) и на компакт-дисках (JCR on CD-ROM); изначально публикации выходили в бумажном варианте, детализированные таблицы — на микрофише.